# Ruggiero Ricci
Pour les articles homonymes, voir Ricci.
Ruggiero Ricci (né le 24 juillet 1918 à San Bruno, Californie - mort le 6 août 2012 à Palm Springs, Californie) est un violoniste américain, fils d'immigrés italiens.
Il fut un enfant prodige (études auprès de Louis Persinger avant ses dix ans, puis premier récital à San Francisco à onze ans), mais en conçut par la suite une assez grande amertume (« Il faudrait coller tous les enfants prodiges et leurs parents au mur et les fusiller pour en finir une bonne fois pour toutes »). Il fut élève de Georg Kulenkampff.
Ses enregistrements, l’intégrale des œuvres pour violon et orchestre de Saint-Saëns chez Voxbox en 1993, ceux parus chez Decca (24 Caprices pour violon de Niccolò Paganini, Tzigane de Maurice Ravel, les deux Concertos pour violon de Serge Prokofiev sous la direction d'Ernest Ansermet...) témoignent d'une personnalité particulièrement forte et rugueuse ainsi que d'une technique tout à fait exceptionnelle, toujours à la recherche du son « vrai » et jamais esthétisante.
C'est le premier violoniste de grande renommée internationale à avoir acheté et joué un violon au luthier espagnol David Bagué, lui permettant ainsi d'obtenir la reconnaissance des plus grands virtuoses contemporains.

## Discographie
The Glory of Cremona ; Ruggiero Ricci, violon ; Leon Pommers, piano, enregistré à New York (1964, DECCA SXA 4521) 
Niccolo Paganini , 24 caprices pour violon solo (1960, CD DECCA 440 034-2)
- * Prokofiev, Sonate pour deux violons, op. 56 - Ruggiero Ricci, violon I ; David Nadien, violon II (1970, LP Decca DL710177)

Ruggiero Ricci Martha Argerich Beethoven, Prokofiev, Bartok, Sarasate : Leningrad, April 21, 1961 / Ravel : Piano concerto - Baden-Baden, Feburary 4, 1960
Ruggiero Ricci Plays Sarasate
Ruggiero Ricci :  Virtuoso Showpieces, with Ernest Lush (Piano). Wieniawski, Elger, Vecsey, Kroll, Chopin, Sarasate, Smetana, Suk, Achron, Bazzini. London. STS 15049.